# Solitary Mountain
Solitary Mountain är ett berg i Kanada.   Det ligger i territoriet Yukon, i den västra delen av landet, 4 100 km väster om huvudstaden Ottawa. Toppen på Solitary Mountain är 1 858 meter över havet.
Terrängen runt Solitary Mountain är huvudsakligen kuperad, men österut är den bergig. Trakten runt Solitary Mountain är nära nog obefolkad, med mindre än två invånare per kvadratkilometer.. Det finns inga samhällen i närheten.